# Republica
Republica – brytyjska grupa muzyczna wykonująca mieszankę rocka alternatywnego, techno, dance-punk i electronica. Założona w 1994, działała do 1998. Jej największy przebój to Ready To Go.

## Skład
- Samantha „Saffron” Sprackling – wokal
- Tim Dorney – instrumenty klawiszowe
- Andy Todd – instrumenty klawiszowe

- Johnny Male – gitara
- David Barbarossa – perkusja

## Dyskografia
- Republica (1996)
- Republica - dwupłytowa edycja limitowana, Live (1998)
- Speed Ballads (1998)
- Ready To Go: The Best Of (2002)